# Soapy Slick
Soapy Slick est un personnage de fiction de l'univers de Donald Duck créé en 1965 par Carl Barks pour les studios Disney.
Inspiré de Soapy Smith, un escroc américain bien réel, il ne doit pas être confondu avec Lardo (Argus McSwine en VO), stéréotype de l'escroc créé en 1956 également par Barks.

## Origine
Ennemi de Balthazar Picsou, il apparaît pour la première fois dans l'histoire Au nord du Yukon (North of the Yukon). Après avoir vu Picsou se roulant dans ses pièces dans un magazine, Soapy Slick décide de saisir la justice pour non-remboursement de dettes en produisant une reconnaissance signée par Picsou du temps de la ruée vers l'or du Klondike, en 1896, et lui promettant 10 % d'intérêts par mois. En recevant la plainte, Picsou s'aperçoit que Slick a falsifié le document en ajoutant un "0", faisant passer le taux à 100 %. Sa fortune menacée, il décide de prendre les choses en main.

## Apparitions
Depuis sa création par Barks, Soapy Slick réapparaît de temps en temps chez divers autres auteurs. D'après le site INDUCKS, il est présent dans un peu moins d'une vingtaine d'histoires, dont une dizaine ont été publiées en France (en novembre 2022).
On le voit par exemple en 1988 dans Dernier raid pour Dawson (Last Sled to Dawson) sous la plume de Don Rosa, de même que dans Le Prospecteur de la vallée de l'Agonie blanche en 1993, où l'on voit le fameux contrat à 100 % d'intérêts, ainsi que dans La Prisonnière de la vallée de l'Agonie Blanche en 2006, où Slick raconte l'enlèvement de Goldie O'Gilt à Wyatt Earp, Bat Masterson et au juge Roy Bean.
En 2019, l'auteur finlandais Kari Korhonen utilisera lui aussi le personnage à plusieurs reprises à l'occasion de sa série Picsou, le journal du Klondike, qui raconte de nouveaux épisodes de la jeunesse du futur milliardaire.